# Šest prvih četvrtaka
Šest prvih četvrtaka, također nazvana Čin zadovoljštine za Isusove rane i za Svetu Euharistiju, katolička je pobožnost koja nudi djela zadovoljštine i koja ima svoje porijeklo u Kristovim ukazanjima bl. Aleksandrini da Costa u Balazaru u Portugalu, u 20. stoljeću.
Ovu pobožnost svetim ranama kroz euharistijsko klanjanje (osobito učinjeno ispred najzaboravljenih i napuštenih svetohraništa) odobrila je Rimokatolička Crkva, a Isus je dao nekoliko obećanja onima koji prakticiraju pobožnost prvog četvrtka, od kojih jedno uključuje spasenje duše u trenutku smrti.
Prema bl. Aleksandrini da Costa, koja je doživjela ukazanje 25. veljače 1949., postoji nekoliko obećanja onima koji prakticiraju pobožnost prvih četvrtaka:
"Moja kćeri, draga moja supružnice, reci dušama da želim biti ljubljen i utješen, i da želim da mi se zadovoljština učini u Euharistiji. U moje ime reci svima onima koji se pričešćuju iskreno i ponizno, žarko i iz ljubavi, šest uzastopnih prvih četvrtaka, i provedu jedan sat bogoštovanja, sjedinjujući svoju dušu sa Mnom pred svetohraništem, da im obećavam Nebo. Ovo je da se počaste Moje Svete Rane kroz Euharistiju, prvenstveno ona Moga svetog ramena koje se tako malo pamti. Oni koji to čine, koji tugu Moje Presvete Majke sjedinjuju sa Svetim Ranama, i u njihovo ime traže milosti, bile one duhovne ili tjelesne, obećavam da ću udovoljiti svim zahtjevima ako nisu opasnost za njihove duše. U trenutku smrti doći ću ih obraniti i dovesti sa sobom svoju Presvetu Majku."
Pobožnost se sastoji od nekoliko praksi koje se izvode prvoga četvrtka kro šest uzastopnih mjeseci. Broj šest predstavlja Isusovih pet rana od raspeća (ruke, noge i bočne strane) plus ranu na ramenu od nošenja križa. U te dane osoba treba nazočiti misi i primiti svetu pričest u stanju milosti (po potrebi se prethodno ispovijediti) "s iskrenom poniznošću, žarom i ljubavlju" i provesti jedan sat (sveta ura) pred svetohraništem u kojem se nalaze posvećene hostije, razmišljajući o Isusovim ranama (osobito njegovoj rani na ramenu) i Marijinim žalostima.